# Sárgamellű törpeguvat
A sárgamellű törpeguvat vagy sárgamellű vízicsibe (Laterallus flaviventer) a madarak osztályának darualakúak (Gruiformes) rendjébe és a guvatfélék (Rallidae) családjába tartozó faj.

## Rendszerezése
A fajt Pieter Boddaert orvos és ornitológus írta le 1783-ban, a Rallus nembe  Rallus flaviventer néven. Sorolják a Hapalocrex nembe Hapalocrex flaviventer néven, de Porzana nembe is Porzana flaviventer néven.

## Alfajai
- Laterallus flaviventer gossii (Bonaparte, 1856) – Jamaica és Kuba
- Laterallus flaviventer hendersoni (Bartsch, 1917) – Haiti, a Dominikai Köztársaság, Puerto Rico és az Amerikai Virgin-szigetek
- Laterallus flaviventer woodi (van Rossem, 1934) – Mexikó középső része, Belize, Guatemala, Salvador, Nicaragua és Costa Rica északnyugati része
- Laterallus flaviventer bangsi (Darlington, 1931) – Kolumbia északi része
- Laterallus flaviventer flaviventer (Boddaert, 1783) – Panama, Kolumbia, Venezuela, Trinidad és Tobago, Guyana, Suriname, Francia Guyana, Brazília, Ecuador, Bolívia, Paraguay, Uruguay és észak-Argentína [2]

## Előfordulása
Mexikó, az Amerikai Virgin-szigetek, a Dominikai Köztársaság, a Kajmán-szigetek, Jamaica, Kuba,  Haiti, Puerto Rico, Belize, Costa Rica, Guatemala, Nicaragua, Panama, Salvador, Suriname, Trinidad és Tobago, Argentína, Bolívia, Brazília, Ecuador, Francia Guyana, Guyana, Kolumbia, Paraguay, Uruguay és Venezuela területén honos. 
Természetes élőhelyei a szubtrópusi és trópusi édesvizű mocsarak és tavak. Állandó, nem vonuló faj.

## Megjelenése
Testhossza 14 centiméter.

## Természetvédelmi helyzete
Az elterjedési területe rendkívül nagy, egyedszáma 20000-50000 példány közötti és még nem ad okot aggodalomra. A Természetvédelmi Világszövetség Vörös listáján nem fenyegetett fajként szerepel.